# جاكوب هيلمان
جاكوب هيلمان (بالسويدية: Jakob Hellman)‏ هو عازف قيثارة ومغني سويدي، ولد في 20 أكتوبر 1965 في Vuollerim ‏ في السويد.

## وصلات خارجية
- جاكوب هيلمان على موقع IMDb (الإنجليزية)
- جاكوب هيلمان على موقع روتن توميتوز (الإنجليزية)
- جاكوب هيلمان على موقع ميوزك برينز (الإنجليزية)
- جاكوب هيلمان على موقع قاعدة بيانات الأفلام السويدية (السويدية)
- جاكوب هيلمان على موقع أول ميوزيك (الإنجليزية)
- جاكوب هيلمان على موقع ديسكوغز (الإنجليزية)
- جاكوب هيلمان على موقع قاعدة بيانات الفيلم (الإنجليزية)